# Herb Kowar
Herb Kowar – jeden z symboli miasta Kowary w postaci herbu.

## Wygląd i symbolika
Herb miasta przedstawia na zielonej tarczy herbowej spiętego w skoku w prawą stronę srebrnego konia. Nad jego grzbietem znajduje się czarny młotek w skosie lewym, z obuchem w prawą stronę.

## Historia
Najstarszym zapisanym wzorem herbu miasta Kowary jest pieczęć, którą odciśnięto na dokumencie układu Jeleniej Góry z Kowarami, zawartego 10 sierpnia 1454 roku. W 1525 roku miasto Kowary posiadało nową pieczęć z identycznym godłem, a tarcza herbowa była stylizowana na renesans. W 1713 roku, pieczęć umieszczona była na tarczy stylizowanej na barok. 12 czerwca 1747 roku Kowary otrzymały od króla Fryderyka II przywilej herbowy. W górnym większym polu umieszczony był czarny orzeł pruski na srebrnym polu, z jabłkiem królewskim w szponach oraz monogramem "FR" zakończonym niewielką koroną. Na dole znajdował się srebrny koń na trawie, z czarnym młotem znajdującym się u góry. Całość znajdowała się na zielonym tle. Herb ten przetrwał do II wojny światowej. Po przyłączeniu miasta do Polski z herbu usunięto orła pruskiego.

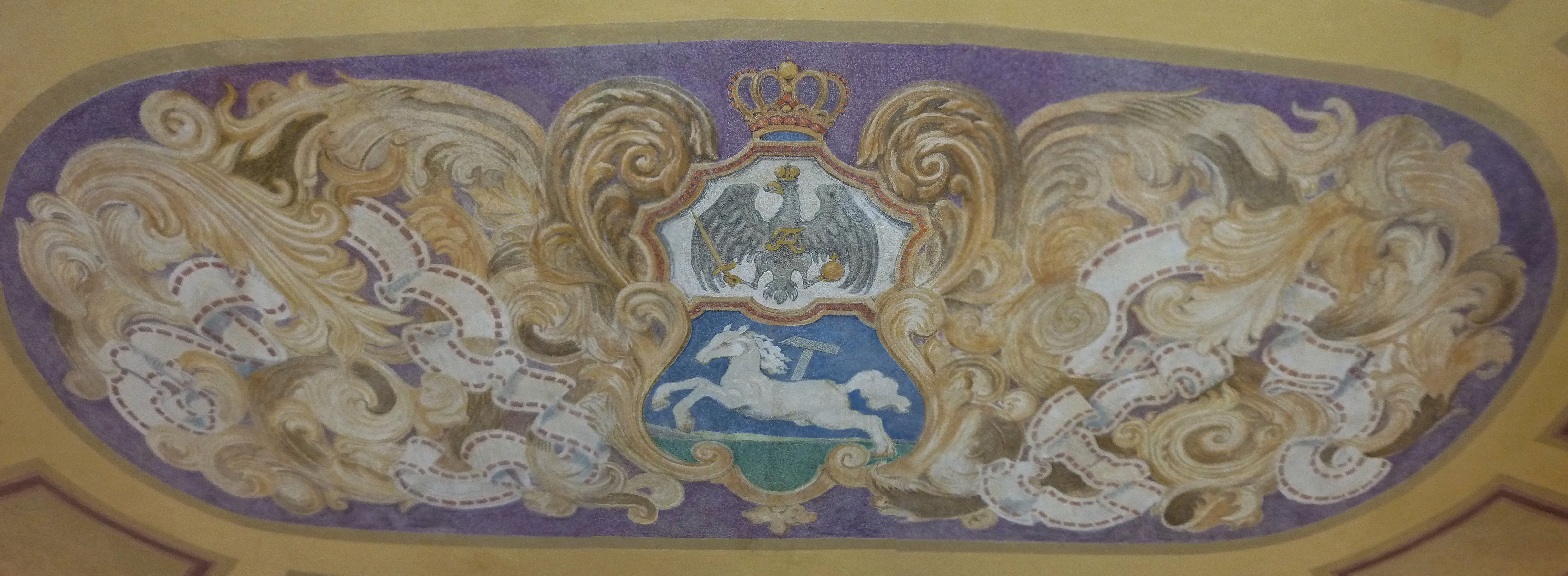
Stary herb w holu ratusza